# Minuartia nifensis
Minuartia nifensis är en nejlikväxtart som beskrevs av Mcneill. Minuartia nifensis ingår i släktet nörlar, och familjen nejlikväxter. Inga underarter finns listade i Catalogue of Life.